# Ivan Cvetkov
Ivan Petkov Cvetkov est un footballeur bulgare né le 31 août 1979 à Blagoevgrad en Bulgarie.
Il évolue actuellement au sein du club bulgare du Pirin Blagoevgrad.